# ابراهیم تقی‌پور
 ابراهیم تقی‌پور  (زاده ۱ مهر ۱۳۵۵ در ساری) بازیکن فوتبال ایرانی است. وی سابقه بازی در باشگاه‌های پرسپولیس، ذوب‌آهن، مس کرمان، استقلال، نساجی، پگاه گیلان و تیم ملی ایران را در کارنامه دارد.
تقی پور با ذوب‌آهن قهرمان جام حذفی فوتبال ایران ۸۲–۱۳۸۱  شد. او  در فصل ۸۷-۱۳۸۶ با پگاه گیلان  هم  به دیدار پایانی جام حذفی فوتبال ایران ۸۷–۱۳۸۶  راه یافت ولی با شکست مقابل استقلال تهران دستش از جام کوتاه ماند.   با وجود ناکامی پگاه در کسب قهرمانی  تقی پور مورد توجه امیر قلعه‌نویی سر مربی وقت استقلال تهران قرار گرفت و در ۳۳ سالگی به این باشگاه پیوست. وی  که بیشتر از روی نیمکت ، بازی‌ها را دنبال می‌کرد و دقایق کمی به میدان می رفت در دیدار  دراماتیک استقلال مقابل پیام مشهد  در فصل  ۸۸–۱۳۸۷ یکی از به یاد ماندنی ترین بازی‌های عمر خود را به نمایش گذاشت و در پایان با استقلال تهران قهرمان لیگ برتر فوتبال ایران شد.

## افتخارات
باشگاه فوتبال استقلال تهران
🥇قهرمان لیگ برتر فوتبال ایران ۸۸–۱۳۸۷
باشگاه فوتبال ذوب‌آهن
🥇قهرمان جام حذفی فوتبال ایران ۸۲–۱۳۸۱
باشگاه فوتبال پگاه گیلان
🥈نایب قهرمان جام حذفی فوتبال ایران ۸۷–۱۳۸۶